# Puigcal
El Puigcal és una muntanya de 1.232 metres que es troba entre els municipis de Guardiola de Berguedà i de La Pobla de Lillet, a la comarca catalana del Berguedà.